# Goldhawk Road (Metropolitano de Londres)
Goldhawk Road é uma estação do Metrô de Londres localizada no borough londrino de Hammersmith e Fulham, no lado sul da Goldhawk Road, a cerca de 250 metros (820 pé) a oeste de Shepherd's Bush Green. É servida pelas linhas Circle e Hammersmith & City na Zona 2 do Travelcard.

Mapa das estações na área de Shepherd's Bush mostrando Latimer Road e a conexão fechada com a estação Uxbridge Road

Embora a linha aqui tenha sido inaugurada em 13 de junho de 1864, uma estação não foi inaugurada neste local até 1 de abril de 1914, quando a estação Shepherd's Bush (atual Shepherd's Bush Market) foi transferida de Uxbridge Road e Goldhawk Road para um local na Uxbridge Road.

## Amenidades da estação
A estação beneficia atualmente de uma bilheteria e de duas Máquinas Operadas por Passageiros (ou POMs). A POM maior, chamada Máquina Multi Tarifas (MFM), aceita notas esterlinas do Reino Unido, até o valor de £20 e dá troco consistindo em moedas de 10p, 50p, £1 e £2. A máquina menor conhecida como Máquina de Tarifa Avançada (AFM) não dá troco e aceita pagamento maior de até 30p. Ambas as máquinas aceitam a maioria dos principais cartões de crédito e débito; no entanto, para ajudar no combate à fraude, os cartões individuais só podem ser usados uma vez por dia. Essas máquinas são a instalação padrão do Metrô de Londres em todas as estações operadas pela LU.
A estação também se beneficia da utilização de Quadros de Atualização de Serviços Elétricos ou ESUBS. Essas telas grandes anunciam informações de serviço da Network Operations Centre, localizado na sede do Metrô de Londres, em St James Park.

## Conexões
As rotas 94 e 237 dos ônibus de Londres servem a estação.

## Amenidades locais
Há uma empresa operando nas instalações da estação Desde 9 de outubro de  2014, uma cafeteria especializada.
Do outro lado da Goldhawk Road fica a entrada sul do Shepherd's Bush Market. Uma tradicional loja de pie and mash funciona próximo à estação, na Goldhawk Road, assim como vários outros estabelecimentos de alimentação e bebidas.
A estação fica próxima do clube de futebol Queens Park Rangers na Loftus Road.
O histórico local de música atualmente conhecido como O2 Shepherd's Bush Empire fica perto da estação, originalmente inaugurada em 1903 pelo empresário Oswald Stoll, projetada pelo arquiteto teatral Frank Matcham.